# Marina Dmitrović
Marina Dmitrović (født 23. marts 1985 i Beograd) er en håndboldspiller fra Serbien. Hun spiller på Serbiens håndboldlandshold og for den ungarske klub Kisvardai KC.
Hun deltog under VM 2013 i Serbien.